# Deutscher Ärzteverlag
Der Deutsche Ärzteverlag ist ein medizinischer Fachverlag mit Sitz in Köln, Geschäftsführer ist derzeit Joachim Herbst.

## Mediengruppe
Der Deutsche Ärzteverlag wurde 1949 gegründet und ist einer der führenden medizinischen Fachverlage im deutschsprachigen Raum. Gesellschafter sind zu gleichen Teilen die Bundesärztekammer und die Kassenärztliche Bundesvereinigung. 

## Verlagsprogramm
Der Verlag publiziert Print-Titel und medizinische Fachbücher verschiedener Fachrichtungen und Standardwerke zur Abrechnung, wie der Kommentar zur GOÄ, zum EBM und zur GOP. Unter dem Zeitschriftenangebot ist das Deutsche Ärzteblatt als offizielle Publikation der Bundesärztekammer und der Kassenärztlichen Bundesvereinigung das auflagenstärkste mit einer Gesamtauflage von rund 394.000 Exemplaren (IVW-geprüft).
Weitere Titel des Verlags sind:
- DIVI – Mitgliederzeitschrift der Deutschen Interdisziplinären Vereinigung für Intensiv- und Notfallmedizin
- Hessisches Ärzteblatt – Amtliches Mitteilungsorgan der Landesärztekammer Hessen
- HNO Informationen – Verbandszeitschrift der Deutschen Gesellschaft für Hals-Nasen-Ohren-Heilkunde, Kopf- und Hals-Chirurgie e. V.
- HNO Mitteilungen – vom Deutschen Berufsverband der Hals-, Nasen-, Ohrenärzte e. V.
- MT im Dialog – Fachzeitschrift der Medizinischen Technologinnen und Technologen – Mitteilungsorgan des Dachverbandes für Technologen/-innen und Analytiker/-innen in der Medizin Deutschland e. V. (DVTA)
- OUP Orthopädische und Unfallchirurgische Praxis – Mitgliederzeitschrift der Vereinigung Süddeutscher Orthopäden und Unfallchirurgen e. V.

Neben der Vermittlung von Fachwissen durch Zeitschriften wie das Deutsche Ärzteblatt sowie Bücher und Publikationen bietet der Deutsche Ärzteverlag Online-Portale mit digitalen Zusatzangeboten – darunter den Stellenmarkt des Deutschen Ärzteblattes sowie Learning- und Blended Learning-Angebote auf der Plattform der Online-Akademie medixum.
Der Shop des Deutschen Ärzteverlags bietet Medizinerinnen und Medizinern Produkte für die Praxis: vom Corona-Luftfilter, Defibrillator und Notfallkoffer über gravierte Stethoskope und Arzttaschen bis hin zu Karteikarten, Formularen und weiteren Drucksachen für den Praxisalltag.
Auch für Medizinisch-technische Assistentinnen und Assistenten (MTA) und Praxisteams hat der Deutsche Ärzteverlag Titel, Services und Produkte im Angebot.